# Trichopsidea costata
Trichopsidea costata är en tvåvingeart som först beskrevs av Friedrich Hermann Loew 1858.  Trichopsidea costata ingår i släktet Trichopsidea och familjen Nemestrinidae. Inga underarter finns listade i Catalogue of Life.